# Friedrich Lothes
Ernst Friedrich Lothes (* 17. Oktober 1822 in Gera; † 15. September 1884 ebenda) war ein deutscher Ziegelproduzent und Politiker.

## Leben
Lothes war der Sohn des Zeugmachermeisters Friedrich Matthäus Lothes und dessen Ehefrau Juliane Friederike geborene Meinhardt. Er war evangelisch-lutherischer Konfession und heiratete am 14. November 1852 in Gera Henriette Aline Bierling (* 17. April 1832 in Gera), die Tochter des Weißgerbermeisters Heinrich Traugott Bierling in Gera.
Lothes besuchte bis Ostern 1837 die Bürgerschule in Gera und machte danach gegen eigenen Willen aufgrund der Vorgabe seines Stiefvaters eine Lehre als Zeugmacher. Nach dem Tod des Stiefvaters machte er Dezember 1839 bis Dezember 1841 eine Töpferausbildung in Coburg und war dann Töpfergehilfe in Dresden, Görlitz, Hamburg, Straßburg, Paris, Hannover und Lübeck und bildete sich gleichzeitig in Gewerbeschulen und durch Privatunterricht fort. Der Pflicht zum Militärdienst entzog er sich durch das stellen eines Stellvertreters.
Ende November 1847 kehrte er nach Gera zurück und pachtete dort von Ostern 1848 bis Ende 1857 die Ratsziegelei und war Ziegelfabrikant und Tonwarenfabrikant.
Vom 1. März 1867 bis zum 19. März 1875 war er Stadtrat in Gera. Danach war er Direktor der Gewerbebank in Gera. Vom 31. Oktober 1880 bis zum 22. September 1883 war er Mitglied im Landtag Reuß jüngerer Linie.